# Čo Oju
Čo Oju (nepalsko चोयु; tibetansko ཇོ་བོ་དབུ་ཡ; kitajsko: 卓奥友峰) je šesta najvišja gora na svetu z 8188 metri nadmorske višine. Čo Oju v tibetanščini pomeni 'turkizna boginja'. Gora je najzahodnejši glavni vrh pododseka Khumbu v Himalaji Mahalangur 20 km zahodno od Mount Everesta. Gora stoji na meji med kitajskim Tibetom in provinco Nepal št. 1.
Le nekaj kilometrov zahodno od Čo Ojuja je Nangpa La (5716 m), ledeniški prelaz, ki služi kot glavna trgovska pot med Tibetanci in Khumbujevimi šerpami. Ta prelaz ločuje Himalajo Khumbu in Rolvaling. Zaradi bližine tega prelaza in na splošno zmernih pobočij standardne smeri severozahodnega grebena, Čo Oju velja za najlažji osemtisočak za vzpon. Je priljubljen cilj za strokovno vodene zabave.

## Višina
Višina Čo Ojuja je bila prvotno izmerjena na 8150 m in v času prvega vzpona je veljala za 7. najvišjo goro na zemlji, za Dhaulagirijem z 8167 metri (Manaslu, zdaj 8156 metrov, je bil prav tako ocenjen nižje na 8125 m). Ocena iz leta 1984 na 8201 meter ga je povzpela na šesto mesto. Nove meritve, ki sta jih leta 1996 opravila geodetski oddelek vlade Nepala in finski meteorološki inštitut v pripravah na Nepalske topografske zemljevide, kažejo, da je višina 8188 m, kar je izjemno podobno 8189 m, ki jih je uporabil Edmund Hillary leta njegova knjiga iz leta 1955 High Adventure.

## Zgodovina plezanja
Čo Oju je prvič poskusila leta 1952 osvojiti odprava, ki jo je organiziral in financiral Združeni himalajski odbor Velike Britanije kot pripravo na poskus na Mount Everest naslednje leto. Odpravo je vodil Eric Shipton, v njej pa so bili Edmund Hillary, Tom Bourdillon in George Lowe. Napad Hillary in Lowe je bil ustavljen zaradi tehničnih težav in nevarnosti snežnega plazu na ledeni pečini nad 6650 m, poročilo o kitajskih vojakih na kratki razdalji čez mejo pa je vplivalo na Shiptona, da se je umaknil z gore, namesto da bi nadaljeval s poskusom na vrh.
Na goro so se 19. oktobra 1954 po severozahodnem grebenu prvič povzpeli Herbert Tichy, Joseph Jöchler in šerpa Pasang Dawa Lama iz avstrijske odprave. Čo Oju je bil peti osemtisočak, na katerega se je povzpel po Anapurni junija 1950, Mount Everestu maja 1953, Nanga Parbatu julija 1953 in K2 julija 1954. Do vzpona na Mount Everest Reinholda Messnerja in Petra Habelerja leta 1978, to je bil najvišji vrh, na katerega se je povzpel brez dodatnega kisika.
Čo Oju velja za najlažjega osemtisočaka z najnižjim razmerjem smrtnih žrtev (1⁄25 Anapurninega). Je drugi najbolj preplezani osemtisočak za Everestom (katerega višina je najbolj priljubljena) in ima več kot štirikrat več vzponov kot tretji najbolj priljubljen osemtisočak Gašerbrum II Tržijo ga kot treking peak, ki ga lahko dosežejo plezalci z visoko telesno pripravljenostjo, vendar z nizkimi alpinističnimi izkušnjami. Ima široko ravno planoto na vrhu brez kamna (tradicionalne molitvene zastave na planoti na vrhu Čo Oju ne označujejo 'tehnični' vrh), ki je lahko vir zmede in razprav med plezalci.

## Časovnica
- 1952 Prvo izvidovanje severozahodne stene s strani Edmunda Hillaryja in skupine.
- 1954 Prvi vzpon Avstrijcev Josepha Jöchlerja in Herberta Tichyja ter Pasanga Dawa Lame (Nepal)
- 1958 Drugi vzpon na vrh indijske odprave. Šerpa Pasang Dawa Lama že drugič doseže vrh. Prva smrt na Cho Oyu
- 1959 Med spodletelo mednarodno žensko odpravo v plazu umrejo štiri članice
- 1964 Kontroverzen tretji vzpon nemške odprave, saj ni nobenega dokaza, da je dosegel vrh. Dva alpinista sta umrla zaradi izčrpanosti v taboru 4 na 7600 m (24930 čevljev)
- 1978 Edi Koblmüller in Alois Furtner iz Avstrije dosežeta vrh po izjemno težki jugovzhodni steni
- 1983 Reinhold Messner uspe v svojem četrtem poskusu [9] s Hansom Kammerlanderjem in Michaelom Dacherjem.
- 1984 Věra Komárková (ZDA) in Dina Štěrbová (Češkoslovaška) postaneta prvi ženski, ki sta se povzpeli na Cho Oyu. Štěrbová je tudi prva ženska iz Češkoslovaške, ki se je povzpela na osemtisočak.
- 1985 12. februarja Poljaka Maciej Berbeka in Maciej Pawlikowski opravita prvi zimski vzpon po novi smeri v jugovzhodni steni. Gre za edini zimski vzpon na osemtisočak po novi smeri in prvi zimski vzpon brez dodatne kisikove podpore. Vzpon sta tri dni pozneje ponovila Andrzej Heinrich in Jerzy Kukuczka, pri čemer je Kukuczka postavil dodatni rekord za vzpon na dva osemtisočaka v isti zimi, saj je prej splezal na Dhaulagiri.
- 1988 2. novembra slovenska odprava v sestavi Iztok Tomazin, Roman Robas, Blaž Jereb, Rado Nadvešnik, Marko Prezelj in Jože Rozman doseže vrh po še nikoli preplezani severni steni.
- 1994 13. maja Carlos Carsolio postavi svetovni rekord v hitrostnem vzponu od baznega tabora do vrha in se povzpne v 18 urah in 45 minutah.
- 1994 Prvi solo vzpon po jugozahodni steni Yasushi Yamanoija.
- Leta 2000 je rusko-finska odprava devetih plezalcev dosegla vrh, vendar sta dva med poskusom izginila in domnevno mrtva.
- 2004 Drugi vrh dvojnega amputirca (Mark Inglis)
- 2007 Drugi indijski vzpon. Odprava, ki jo je vodil Abhilekh Singh Virdi.
- 2009 Clifton Maloney, mož ameriške predstavnice Carolyn Maloney in takrat najstarejši Američan, ki se je povzpel na vrh osemtisočaka,[12] je umrl v starosti 71 let po vzponu na vrh 25. septembra. Njegove zadnje besede so bile: "Sem najsrečnejši človek na svetu. Pravkar sem se povzpel na čudovito goro."[13]
- Leta 2011 je nizozemski plezalec Ronald Naar umrl po slabem počutju na 8.000 m (26.250 ft).